# Xã Banks, Michigan
Xã Banks (tiếng Anh: Banks Township) là một xã thuộc quận Antrim, tiểu bang Michigan, Hoa Kỳ. Năm 2010, dân số của xã này là 1.609 người.